# Valle de Echauri
El Valle de Echauri (Etxauribar en euskera), es un valle histórico de la Comunidad Foral de Navarra (España), situado entre los valles de Goñi y Valdizarbe. Hasta 1846 constituyó una unidad administrativa integrada por diez lugares (Etxauri, Elío, Ciriza, Echarri, Bidaurreta, Belascoáin, Arraiza, Zabalza, Ubani y Otazu), pero desde esa fecha se constituyeron seis municipios separados: Belascoáin, Ciriza, Echarri, Echauri, Bidaurreta y Zabalza. El río Arga lo atraviesa de norte a sur. 

## Economía
La economía del valle se basa en los cultivos de secano, en los árboles frutales, viñedos y la ganadería. Muchos habitantes trabajan en la industria de Pamplona.

## Municipios
| Municipios | Población 2017 (INE) | Superficie (km²) | Densidad (hab./km²) |
| ---------- | -------------------- | ---------------- | ------------------- |
| Belascoáin | 123                  | 6,08             | 20,23               |
| Ciriza     | 137                  | 4,36             | 31,42               |
| Echarri    | 80                   | 2,2              | 36,36               |
| Echauri    | 602                  | 13,64            | 44,13               |
| Vidaurreta | 169                  | 33,2             | 5,09                |
| Zabalza    | 294                  | 14,15            | 20,78               |

- Datos: Q5396350
- Multimedia: Etxauribar / Q5396350